# Kevin Jahn

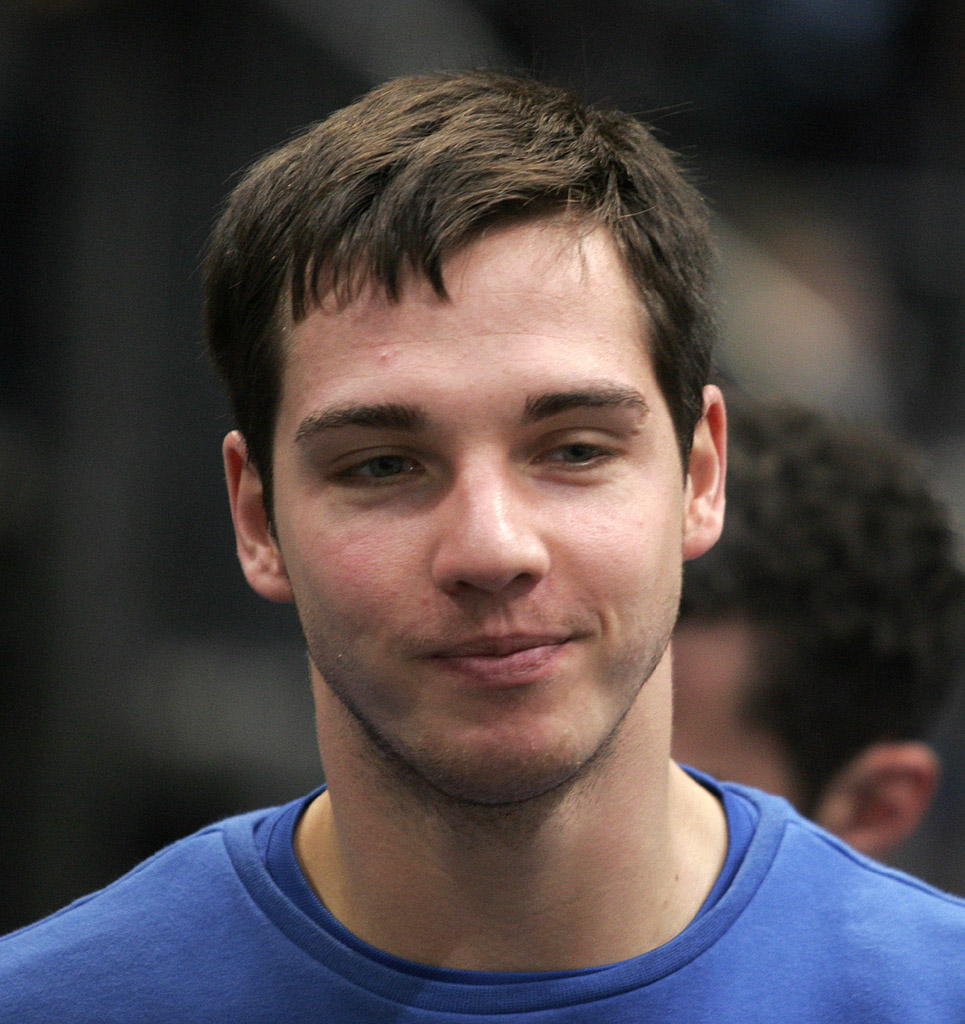
Kevin Jahn

Kevin Jahn (* 2. September 1985 in Leipzig) ist ein ehemaliger deutscher Handballspieler.
Kevin Jahn spielte in seiner Jugend zunächst beim TuS Leipzig-Mockau, ehe er zum 1. SV Concordia Delitzsch wechselte. Anschließend wechselte der Kreisläufer zum SC Magdeburg, wo er in der Regionalligamannschaft spielte. Zwischen 2007 und 2009 spielte Jahn beim VfL Gummersbach in der Handball-Bundesliga. Außerdem besaß er ein Zweitspielrecht für den Leichlinger TV. Ab September 2009 war Jahn beim Zweitligisten VfL Bad Schwartau aktiv. Nach einigen Knieverletzungen beendete Jahn im Jahr 2012 seine Karriere und widmete sich fortan seinem BWL-Studium.
Im Dezember 2009 übernahm Jahn den vakanten Trainerposten der 2. Damenmannschaft des VfL Bad Schwartau.

## Erfolge
- Deutscher Jugendmeister mit dem SC Magdeburg
- Aufstieg in die zweite Bundesliga 2004 mit dem SC Magdeburg II